# Marquesado de Merry del Val
El marquesado de Merry del Val es un título nobiliario español creado el 15 de agosto de 1925 por el rey Alfonso XIII en favor del diplomático Alfonso Merry del Val y Zulueta, su gentilhombre de cámara, embajador de España en el Reino Unido, grandes cruces de las Órdenes de Carlos III, Isabel la Católica y del Mérito Naval, caballero de la portuguesa de la Concepción de Villaviciosa, académico correspondiente de la Real de la Historia, doctor honoris causa por las universidades de Oxford y Cambridge. 
El concesionario era hermano del cardenal Rafael Merry del Val, secretario de Estado de la Santa Sede con el papa san Pío X, collar de la Orden de Carlos III, e hijo del también diplomático Rafael Carlos Merry del Val, embajador de España en Bélgica y ante la Santa Sede y ministro plenipotenciario en la corte imperial de Viena, académico de número de la Real de Jurisprudencia y Legislación, caballero de la Orden de Malta, grandes cruces de las de Carlos III, Isabel la Católica, San Esteban de Hungría y San Gregorio Magno, y gentilhombre de cámara de los reyes Isabel II, Alfonso XII y Alfonso XIII.
La denominación alude al apellido del concesionario, formado por composición de los de sus abuelos paternos: Rafael Merry y Gayte y María de la Trinidad del Val Gómez. Los Merry eran una familia noble irlandesa de Wild Geese, oriunda del condado de Waterford y establecida en Sevilla a fines del siglo XVIII. Los del Val eran un linaje noble del reino de Aragón, originario de Zaragoza.

## Marqueses de Merry del Val
|                           | Titular                                | Periodo                   |
| Creación por Alfonso XIII | Creación por Alfonso XIII              | Creación por Alfonso XIII |
| ------------------------- | -------------------------------------- | ------------------------- |
| I                         | Alfonso Merry del Val y Zulueta        | 1925-1943                 |
| II                        | Alfonso Merry del Val y Alzola         | 1953-1975                 |
| III                       | Rafael Merry del Val y Melgarejo       | 1979-2004                 |
| IV                        | Rafael Merry del Val y Roca de Togores | 2005-actual titular       |

## Historia de los Marqueses de Merry del Val
- Alfonso Merry del Val y Zulueta (1864-1943), I marqués de Merry del Val, gentilhombre de cámara con ejercicio de Alfonso XIII.

1. Casó con María de Alzola y González de Castejón, Le sucedió, en 1953, su hijo:

- Alfonso Merry del Val y Alzola († en 1975), II marqués de Merry del Val.

1. Casó con su prima, Carmen de Gurtubay y Alzola, marquesa de Yurreta y Gamboa. Matrimonio anulado por Decreto Papal.
2. Casó con Mercedes de Ocio y Ureta. Le sucedió, en 1979:

- Rafael Merry del Val y Melgarejo (f. en 2004), III marqués de Merry del Val.

1. Casó con Teresa Roca de Togores y de Bustos. Le sucedió su hijo:

- Rafael Merry del Val y Roca de Togores (n. en 1964), IV marqués de Merry del Val, conde del Valle de San Juan.

1. Casó con Sofía Figueroa Alcázar.